# Pördefölde
Pördefölde is een plaats (község) en gemeente in het Hongaarse comitaat Zala. Pördefölde telt 71 inwoners (2001).